# Pia Bech Mathiesen
Pia Bech Mathiesen (31 de gener de 1962 – 20 de febrer de 2016) va ser una dissenyadora i emprenedora danesa. Va presidir el Consell danés de disseny i va ser directora del parc de diversions científic Univers a Als.

## Biografia
Va estudiar disseny en la Reial Acadèmia de Belles Arts de Dinamarca, on es va graduar el 1987. Després va estudiar disseny i economia a la California Polytechnic State University (1988) i economia, organització i sociologia laboral a l'Escola de negocis de Copenhaguen (1994).
Va ser cap de disseny en la companyia de ferrocarril nacional danesa DSB (1996–2010) abans d'entrar a treballar en Univers en 2013. En paral·lel, va estar en les juntes directives del Museu danés de Disseny, el Consell danès de disseny, l'Escola de Disseny Koldning i la Universitat de Dinamarca del Sud. A principis de 2014, va presidir Sønderjyllands Symfoniorkester.